# Michal Rabas
Michal Rabas (9. června 1964 Pardubice – 5. listopadu 2007), syn varhaníka Václava Rabase, byl český politik, hejtman Pardubického kraje.

## Vzdělání a kariéra
Studoval na Gymnáziu v Pardubicích a na Národohospodářské fakultě Vysoké školy ekonomické v Praze. Absolvoval odborné kurzy a stáže na institutu Ministerstva vnitra ČR, Vysoké škole ekonomické, Prague Business school, České národní banky, Johns Hopkins University a University Lusofona Lisabon. Byl referentem finančního odboru Okresního národního výboru v Pardubicích, v roce 1993 byl jmenován vedoucím finančního referátu Okresního úřadu Pardubice a současně zástupcem přednosty, od roku 1996 přednostou.
Se vznikem krajů v roce 2000 vstoupil do politiky. Byl členem ODS a předsedou Regionálního sdružení ODS Pardubického kraje. V letech 2000–2004 byl statutárním zástupcem hejtmana Pardubického kraje a v prosinci 2004 se stal hejtmanem Pardubického kraje. 
V roce 2006 u něj byla diagnostikována rakovina, takže přestal hejtmanský úřad vykonávat a soustředil se na léčení, v úřadu ho zastoupil Roman Línek. Po operaci se v říjnu 2006 vrátil do úřadu, ale v prosinci téhož roku se musel opět podrobit léčení a v listopadu 2007 nemoci podlehl.
S manželkou Zdenou, měl dceru Michaelu.